# Holy War
| Оценки критиков         | Оценки критиков |
| Источник                | Оценка          |
| ----------------------- | --------------- |
| About.com               | [ 1 ]           |
| Exclaim!                | 7/10            |
| Metal Hammer            | 8/10            |
| Rolling Stone Australia | [ 4 ]           |
| Ultimate Guitar         | 7.7/10          |

Holy War — третий студийный альбом австралийской дэткор-группы Thy Art Is Murder, выпущенный на лейбле Nuclear Blast 26 июня 2015 года.

## История
В начале 2014-го года группа объявила, что начнёт записывать новый альбом, с продюсером Уиллом Путни (работал с Suicide Silence, Oceano, Shadows Fall). В апреле 2015-го года группа объявила, что новый альбом будет называться «Holy War», а также представили обложку. 29 мая был выложен клип на песню «Light Bearer» и 29 июня клип на песню «Holy War»
Альбом вышел 26 июня. Он имеет лирику на тему детского насилия, прав животных, религии и войны. В первую же неделю альбом попал на #7 в чарте Австралии, и на #82 в американском чарте Billboard 200.

## Обложка
Первоначальная версия обложки была представлена 24 апреля, на ней был изображён ребёнок в амуниции террориста-смертника. После того, как обложка была показана дистрибьюторам и ретейлерам, группу попросили изменить её или вообще выбрать другой дизайн. Поэтому в окончательной версии ребёнок был изображён с другого ракурса, а оригинальный вариант был помещён внутрь буклета. Тем не менее, он был напечатан на конвертах виниловых пластинок. Энди Марш, автор обложки:
Это ребёнок, которого религия воспитывает обездоленным и отправляет его на войну и кровавую смерть.

## Список композиций
Все тексты написаны Thy Art Is Murder, вся музыка написана Thy Art Is Murder.
| №                   | Название                                 | Длительность |
| ------------------- | ---------------------------------------- | ------------ |
| 1.                  | «Absolute Genocide»                      | 4:25         |
| 2.                  | «Light Bearer»                           | 3:55         |
| 3.                  | «Holy War»                               | 4:00         |
| 4.                  | «Coffin Dragger» (feat. Уинстон МакКолл) | 2:55         |
| 5.                  | «Fur and Claw»                           | 4:16         |
| 6.                  | «Deliver Us to Evil»                     | 3:06         |
| 7.                  | «Emptiness»                              | 4:03         |
| 8.                  | «Violent Reckoning»                      | 2:55         |
| 9.                  | «Child of Sorrow»                        | 3:33         |
| 10.                 | «Naked and Cold»                         | 5:30         |
| Общая длительность: | Общая длительность:                      | 38:38        |

| №                   | Название            | Длительность |
| ------------------- | ------------------- | ------------ |
| 11.                 | «Vengeance»         | 2:23         |
| Общая длительность: | Общая длительность: | 41:01        |

## Участники записи
- CJ МакМэхон — вокал
- Энди Марш — гитара
- Шон Диландер — бас-гитара
- Ли Стэнтон — барабаны

### Приглашённые участники
- Уинстон МакКолл (Parkway Drive) — вокал на «Coffin Dragger»

### Остальные участники
- Уилл Путни — продюсер
- Рэнди Либуф — звукорежиссёр
- Стив Сид — монтажирование
- Тэд Дженсен — мастеринг

## Чарты
| Чарт                                         | Позиция |
| -------------------------------------------- | ------- |
| Австралия (ARIA)                             | 7       |
| Германия (Offizielle Top 100)                | 70      |
| Великобритания (UK Independent Albums Chart) | 22      |
| США (Billboard 200)                          | 82      |
| США (Billboard Top Hard Rock Albums)         | 3       |
| США (Billboard Top Rock Albums)              | 14      |
| США (Billboard Top Tastemaker Albums)        | 17      |